# Петре, Кристиан
Кристиан Константин Петре (рум. Cristian Constantin Petre, родился 22 марта 1979 в Ораде) — румынский регбист, выступавший на позиции замка (лока).

## Клубная карьера
Выступал в чемпионате Франции за команды «Расинг Метро 92», «Тарб Пирене», «Брив», «Безье», «Сент-Этьен Луар» и «Стад-Нанте».

## В сборной
В сборной провёл 92 игры и набрал 30 очков (6 попыток). Участник четырёх чемпионатов мира: 1999, 2003, 2007 и 2011.

## Личная жизнь
Является поклонником футбольного клуба «Стяуа».